# حادثه کینمون
شورش کینمون، حادثه کینمون (به ژاپنی: 禁門の変 Kinmon no Hen) شورش دروازه ممنوعه یا نبرد در دروازه‌های ممنوعه (به انگلیسی: Battle at the Forbidden Gates) یا حادثه هاماگوری گومون (به ژاپنی: 蛤御門の変) ، یک شورش و نبرد بر ضد شوگون‌سالاری توکوگاوا بود که در ۲۰ اوت ۱۸۶۴ در کاخ امپراتوری کیوتو در کیوتو به وقوع پیوست. این اولین جنگ شهری بین قلمروهای ژاپن پس از دو قرن و نیم و محاصره اوساکا بود.
با شروع عهدنامه کاناگاوا در سال ۱۸۵۴، طی چند سال قدرت‌های خارجی شوگون‌سالاری را مجبور به کنار گذاشتن سیاست انزواطلبی، ساکوکو کردند. این شورش نارضایتی گسترده‌ای را که در میان گروه‌های طرفدار امپراتوری / ضد شوگون سالاری و ضد بیگانه احساس می‌شد، منعکس می‌کند. این قیام تحت شعار سوننو جوئی ("احترام به امپراتور، اخراج بربرها") انجام شد. امپراتور کومی "دستور فرمان اخراج اجنبی‌ها را صادر کرده بود؛ بنابراین، در مارس ۱۸۶۳، شورشیان شیشی (ژاپن) سعی در کنترل امپراتور داشتند تا خانواده امپراتوری را به موقعیت برتری سیاسی خود برگردانند.
در طی یک درگیری خونین که قلمرو چوشو مسئول تحریک آن بود. برای مقابله با تلاش شورشیان، ارتش‌های حوزه‌های آیزو و قلمرو ساتسوما (دومی به رهبری سایگو تاکاموری) دفاع از کاخ امپراتوری را رهبری کردند. با این حال، در طی این تلاش، شورشیان، از محل اقامت خاندان تاکاتسوکاسا و از یک مقام قلمرو چوشو، کیوتو را به آتش کشیدند. معلوم نیست شورشیان، کیوتو را به محض شروع به باختن آتش زدند یا این که این کار بخشی از استراتژی اصلی آنها بود و به عنوان یک تاکتیک انحرافی انجام می‌شد. در میان شیشی (ژاپن)‌ها که در این حادثه جان خود را از دست داد، کوساکا گنزوی بود.
درباریان مختلف، از جمله ناکایاما تادایاسو، مشاور ویژه امپراتور در امور ملی، به دلیل مشارکت در این حادثه از دربار اخراج شدند. شوگون‌سالاری این رویداد را با یک حمله مسلحانه تلافی جویانه، اولین اردوکشی چوشو، در سپتامبر ۱۸۶۴ دنبال کرد.

## پیشینه
قلمرو چوشو که از نظریه رادیکال سوننو جوئی حمایت می‌کرد و اوضاع سیاسی کیوتو را رهبری می‌کرد، رهبری سیاسی خود را در سال ۱۸۶۳ (بونکیو (دوره) ۳) در نتیجه کودتایی (کودتای بونکیو) به رهبری خاندان‌های آیزو و قلمرو ساتسوما که طرفدار اتحاد دربار امپراتوری و شوگون‌سالاری بودند، از دست داد. سربازان قلمرو چوشو از وظایف خود برکنار و از کیوتو تبعید شدند و به ارباب خاندان، موری یوشیچیکا، و پسرش، موری ساداهیرو، دستور داده شد که در استان‌های خود در حصر خانگی بمانند. در همین حال، چندین عضو جناح سوننو جوئی از قلمرو چوشو که در کیوتو و اوساکا پنهان شده بودند، به تلاش برای بازپس‌گیری قدرت از دست رفته خود ادامه دادند.
اگرچه تحولات سیاسی اخیر باعث عقب‌نشینی در سیاست رادیکال ضد خارجی شد که مایل به جنگ با کشورهای خارجی بود، اما دربار امپراتوری همچنان از اخراج بیگانگان حمایت می‌کرد و در سال ۱۸۶۴ (اولین سال دوره گنجی) هم دربار امپراتوری و هم شوگون‌سالاری با سیاست بستن بندر یوکوهاما موافقت کردند. با این حال، به دلیل درگیری‌های داخلی در شوگون‌سالاری، بستن بندر انجام نشد و در ماه مارس، جناح سوننو-جوئی از قلمرو میتو در تلاش برای بستن بندر، شورشی (شورش میتو) به پا کرد. در این شرایط، صداهایی که خواستار بازگشت قلمرو چوشو به صحنه سیاسی در کیوتو بودند، در میان جناح سوننو-جوئی در مناطق مختلف بلندتر شد.
در درون قلمرو چوشو، صحبت‌هایی مبنی بر پیشروی به کیوتو برای شکستن بن‌بست و استفاده از نیروی نظامی برای اثبات بی‌گناهی چوشو مطرح بود. کسانی که از این پیشروی حمایت می‌کردند، کیجیما ماتابی و ماکی یاسواومی بودند، در حالی که کاتسورا کوگورو، تاکاسوگی شینساکو و کوساکا گنزوی طرفدار موضعی محتاطانه‌تر بودند. قلمرو چوشو رویکرد محتاطانه را جدی گرفت و هدایت نیروها به کیوتو را به تعویق انداخت و در عوض کیجیما ماتابی را به بهانه بازرسی به کیوتو فرستاد. کیجیما وارد اقامتگاه قلمرو چوشو در کیوتو شد، جایی که لباس آتش‌نشانی و زره زنجیری خریداری کرد و قصد حمله به ماتسودایرا کاتاموری، ارباب آیزو، را داشت، اما به دلیل تدابیر شدید امنیتی این امر محقق نشد.
در همین حال، شورای وزیران حوزه‌های فئودالی قدرتمند با شکست مواجه شد و اربابان فئودالی که از اتحاد دربار امپراتوری و شوگون‌سالاری حمایت می‌کردند، یکی پس از دیگری کیوتو را ترک کردند. کوساکا گنزوی و کوروشیما با دیدن این فرصت، استدلال محکمی برای ترک آنجا ارائه دادند.
سپس، در ۵ ژوئن، هنگامی که خبر کشته شدن یک سامورایی توسط شینسنگومی در حادثه ایکِدایا به چوشو رسید، ناگهان افکار عمومی در قلمرو به نفع عزیمت تغییر کرد. چهره‌های محتاطی مانند شوفو ماسانوسوکه، تاکاسوگی شینساکو و شیشیدو شینشو سعی کردند افکار عمومی در قلمرو را آرام کنند، اما چهره‌های فعالی مانند سه ملازم ارشد فوکوهارا گِنکان، ماسودا چیکارا و کوکوشی چیکاسو تصمیم گرفتند به بهانه «اعتراض به امپراتور مبنی بر اینکه ارباب قلمرو به دروغ متهم شده است» ارتشی تشکیل دهند. ماسودا، کوساکا و دیگران نیروهای خود را جمع کردند و در یامازاکی تنوزان و هوزان اردوگاه‌هایی برپا کردند، کوکوشی و کوروشیما در معبد ساگا تنریوجی و فوکوهارا گِنکان نیروهای خود را در اقامتگاه چوشو در فوشیمی جمع کردند.
در ۲۴ ژوئن، کوساکا دادخواستی را به دربار امپراتوری ارائه داد و درخواست بخشش قسور قلمرو چوشو را کرد. اگرچه سامورایی‌ها و اشرافی از سایر حوزه‌ها بودند که با قلمرو چوشو همدردی کرده و خواستار رفتار ملایم بودند، سامورایی ساتسوما، یوشی کوسوکه، سامورایی قلمرو توسا، اینویی ماساتسو، سامورایی کورومه، اوتسوکا کیسوکه و تاناکا مونجیرو با هم ملاقات کردند و در ۱۷ ژوئیه نامه‌ای مشترک به دربار امپراتوری ارائه دادند و خواستار جلوگیری از ورود سربازان قلمرو چوشو به کیوتو شدند.
در دربار امپراتوری، بین تندروهایی که خواهان اخراج نیروهای قلمرو چوشو و مماشات با این قلمرو بودند، درگیری وجود داشت و در شب هجدهم ماه اوت، شاهزاده آریسوگاوا تاکاهیتو و شاهزاده تاروهیتو به همراه ناکایاما تادایاسو ناگهان وارد دربار امپراتوری شدند و خواستار ورود نیروهای چوشو به کیوتو و اخراج ماتسودایرا کاتاموری از قلمرو آیزو شدند. توکوگاوا یوشینوبو، فرمانده کل گارد امپراتوری، از سربازان چوشو خواست که آنجا را ترک کنند، اما امپراتور کومی، که پیوسته از خاندان آیزو حمایت می‌کرد، بارها به او دستور داد که نیروهای چوشو را نابود کند و در نهایت موضع سختگیرانه‌ای اتخاذ کرد. کوساکا گنزوی از قلمرو چوشو می‌خواست از دستور دربار امپراتوری برای ترک آنجا پیروی کند، اما توسط کیجیما ماتابی، ماکی یاسواومی و دیگران تحت فشار قرار گرفت تا رادیکال تر حرکت کند و مجبور شد ارتشی تشکیل دهد.

## پیشرفت نبرد

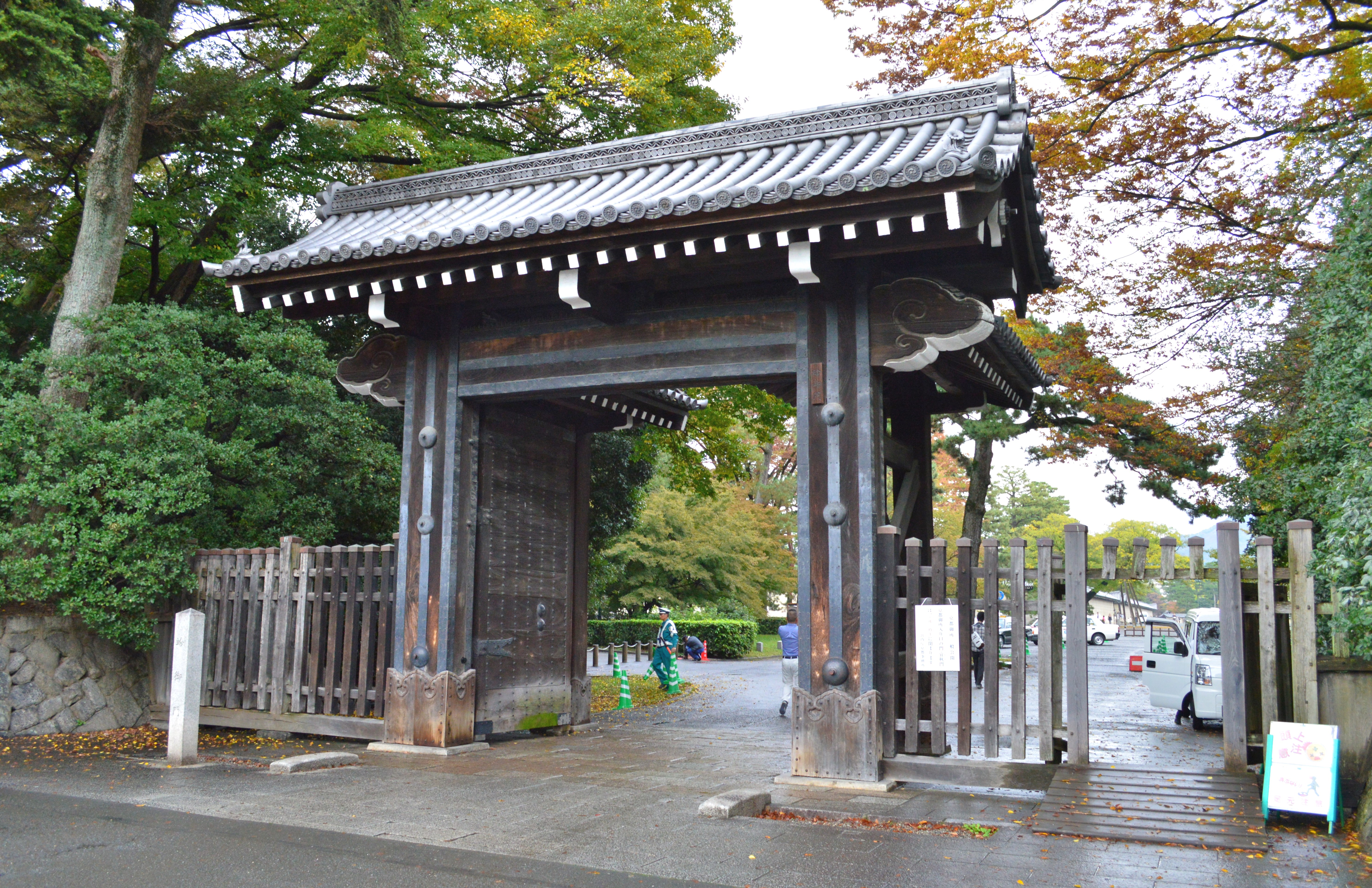
هاماگوری گومون (دروازه) که حادثه در نزدیکی آن رخ داد.

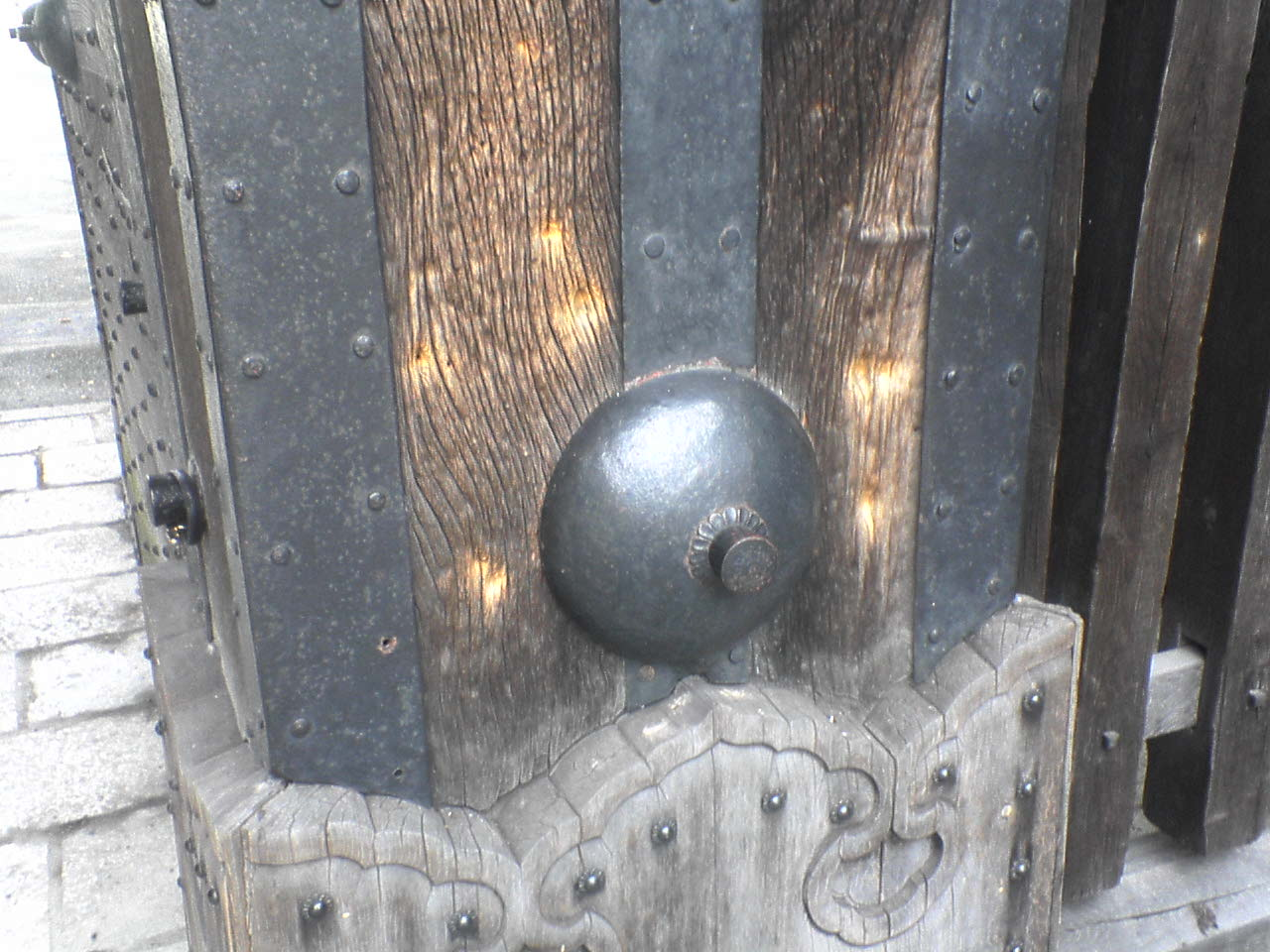
آثار باقی مانده از نبرد بر پایه دروازه هاماگوری

در ۱۹ ژوئیه، سربازان چوشو با سربازان آیزو و کووانا در نزدیکی دروازه هاماگوری-گومون (بخش کامیگیو، شهر کیوتو)، در ضلع غربی کاخ امپراتوری، درگیر شدند و نبردی درگرفت. در یک مقطع، سربازان فوکوهارا و سربازان کوکوشی شینانو و کوروشیما از دروازه ناکاتاچیوری که توسط قبایل فوکوئوکا و چیکوزن محافظت می‌شد، عبور کردند و وارد کاخ امپراتوری کیوتو شدند، اما اوضاع زمانی معکوس شد که سربازان ساتسوما که از دروازه اینویی محافظت می‌کردند، برای تقویت آنها هجوم آوردند و شکست خوردند. کیجیما ماتابی، که مورد اصابت گلوله قرار گرفته و زخمی شده بود، خودکشی کرد.
سربازان ماکی و کوساکا در شروع نبرد دیر کردند و پس از رسیدن، از مرگ کوروشیما و تخریب خط مقدم مطلع شدند، اما همچنان به دروازه ساکایماچی-گومون، در جنوب کاخ امپراتوری، حمله کردند. با این حال، کوساکا گنزوی، ترشیما چوزابورو و دیگران که نتوانستند سربازان مدافع اچیزن را شکست دهند، در اقامتگاه تاکاتسوکاسا خودکشی کردند، جایی که برای دادخواهی از دربار امپراتوری به آنجا نفوذ کرده بودند. ایری کیویچی، که دستور نهایی شوگون به او سپرده شده بود، از دیوار اقامتگاه تاکاتسوکاسا بالا رفت و فرار کرد، اما توسط یک سامورایی ولایت اچیزن کشف شد و با نیزه به صورتش ضربه زد که منجر به مرگش شد.
پس از اتخاذ تصمیم، نیروهای چوشو که فرار کرده بودند، در اقامتگاه کانپاکو تاکاتسوکاسا سوکه‌هیرو سنگر گرفتند، در حالی که نیروهای آیزو به خانه‌هایی در نزدیکی ناکاداچیوری گومون، جایی که گمان می‌رفت سامورایی‌های چوشو در آنجا پنهان شده‌اند، حمله کردند. اگرچه خود نبرد در عرض یک روز به پایان رسید، اما آتش‌سوزی‌های این دو مکان، آتش بزرگی به نام دوندون یاکه را شعله‌ور کرد که تا صبح ۲۱ ژوئیه (تقویم قمری) در سراسر شهر کیوتو گسترش یافت و منطقه وسیعی از بلوک‌های شهری و معابد و زیارتگاه‌ها را از ایچیجو-دوری در شمال تا معبد هیگاشی هونگان-جی در شیچیجو-دوری در جنوب نابود کرد.
سربازان بازمانده یکی پس از دیگری فرار کردند، در حالی که فوکوهارا و کوکوشی در حالی که زخمی‌ها را در سبد حمل می‌کردند، به سمت اوساکا و هاریما عقب‌نشینی کردند. با شنیدن خبر شکست، سربازان ماسودا که در پشت کوه تنو بودند نیز عقب‌نشینی کردند و به چوشو بازگشتند.
ماکی یاسواومی، که از حامیان اصلی جنگ بود، با بقایای سربازان شکست‌خورده خود به کوه تنو رسید، اما ماسودا و دیگران قبلاً آنجا را ترک کرده بودند و او نتوانست به آنها بپیوندد. ماکی و افرادش سربازانشان را فراری دادند و ۱۷ نفر دیگر، از جمله میابه هاروزو، در کوه تنوزان سنگر گرفتند. در ۲۰ ژوئیه (تقویم قمری)، آنها فراخوان قلمرو یاماتو کوریاما برای تسلیم را نادیده گرفتند و در ۲۱ ژوئیه، هنگامی که توسط قلمرو آیزو و شینسنگومی مورد حمله قرار گرفتند، در کلبه‌ای سنگر گرفتند و باروت را آتش زدند و خود را کشتند. اوساوا ایپه فرار کرد و به سمت قلمرو چوشو رفت تا وصیت ماکی را به تاکاسوگی شینساکو، سانجو سانتومی و دیگران ابلاغ کند.

## آتش‌سوزی دوندون یاکه
در بحبوحه حادثه کینمون، آتش توپخانه نه تنها به سمت اقامتگاه‌های قلمرو چوشو، بلکه به سمت اقامتگاه‌های اشرافی که گفته می‌شد طرفدار امپراتوری هستند نیز شلیک شد و شعله‌های آتش در خانه‌های شخصی ساکنان عادی شهر نیز زبانه کشید. در کنار سردرگمی ناشی از نبرد، آتش‌سوزی‌ها به سرعت گسترش یافتند.
این آتش‌سوزی بزرگ که بعدها آتش‌سوزی بزرگ دوندون یاکه نامیده شد، سه روز طول کشید تا خاموش شود و منجر به فاجعه‌ای ویرانگر شد که در آن ۲۸٬۰۰۰ خانه، که تخمین زده می‌شود نیمی از کل خانه‌های کیوتو باشد، سوختند.

## پس از جنگ
با توجه به اینکه گلوله‌ها به سمت کاخ امپراتوری شلیک شده بودند و حکم نظامی که ارباب و پسر به فرماندار استان، چیکاسابورو، داده بودند، امپراتور کومی در ۲۳ ژوئیه (تقویم قمری) دستور دستگیری ارباب، موری یوشیچیکا، را صادر کرد و قلمرو چوشو به عنوان دشمن دربار ژاپن تعیین شد که منجر به اولین لشکرکشی چوشو شد.
علاوه بر این، قلمرو چوشو در حمله ناوگانی متشکل از چهار کشور بریتانیای کبیر، فرانسه، هلند و ایالات متحده، که در تلافی جنبش ضد خارجی سال قبل صورت گرفت، متحمل خسارات سنگینی شد و در مقطعی، نیروهای وفادار به شوگون‌سالاری کنترل را به دست گرفتند و موجودیت قلمرو چوشو را در معرض خطر قرار دادند. در نتیجه این وقایع، قلمرو چوشو متوجه شد که اخراج اجباری بیگانگان غیرممکن است و ایده اخراج بیگانگان کم‌کم کنار گذاشته شد.
بعدها، افرادی مانند کوگورو کاتسورا به بریتانیا نزدیک شدند و در تلاش برای فاصله گرفتن از سبک مبارزه سنتی ژاپنی مبتنی بر شمشیر، شروع به گسترش و نوسازی تجهیزات نظامی کردند.
پس از آن، شوگون‌سالاری دوباره به چوشو حمله کرد، اما بار دوم نیروهای شوگون‌سالاری شکست خوردند. این شکست به روشنی نشان داد که قدرت نظامی شوگون‌سالاری در واقع تهدیدی نیست و قادر به دخالت در قلمروهای ساتسوما و چوشو نیست، که در نهایت منجر به جنبش تمام‌عیار برای سرنگونی شوگون‌سالاری و سقوط شوگون‌سالاری ادو شد.

## پس از سرنگونی شوگون‌سالاری
ارباب قلمرو چوشو، موری تاکاچیکا/موری یوشی‌چیکا، و پسرش در روز هشتم از ماه دوازدهم قمری ۱۸۶۷ (۲ ژانویه ۱۸۶۸)، یک روز قبل از کودتای احیای امپراتوری، اجازه یافتند به سمت‌های رسمی خود بازگردند.
یوشی‌چیکا همچنین از بخش «یوشی» نام خود که توسط دوازدهمین شوگون، توکوگاوا ایه‌یوشی، به او داده شده بود، محروم شد و نام خود را به «موری تاکاچیکا» تغییر داد. جانشین تاکاچیکا، موری ساداهیرو، نیز از نام کوچک «سادا» که از سیزدهمین شوگون ،توکوگاوا ایه‌سادا، دریافت کرده بود، محروم شد و آن را به «هیروفو» تغییر داد. گفته می‌شود که سربازان چوشو «ساتسوما-زوکو کایکان» را روی کفش‌های خود می‌نوشتند و با لگد کردن آن راه می‌رفتند و کینه عمیق خود را نسبت به قلمرو ساتسوما و آیزو نشان می‌دادند.
در همین حال، اجساد ۲۰ مرد که در جنگ با قلمرو ساتسوما جان باختند، توسط قلمرو ساتسوما در دایکومیو-جی، معبد فرعی شوکوکو-جی، به خاک سپرده شد و در سال ۱۹۰۶ (میجی ۳۹)، سنگ قبری توسط خاندان موری ساخته شد.
سر سربازان واحد کوساکا، از جمله ایری که در محل اقامت تاکاتسوکاسا جان باختند، با احترام فراوان در معبد جوزنجی، معبد خانوادگی قلمرو فوکوئی در کیوتو، به همراه هشت سرباز دیگر که در نبرد جان باختند، با اجازه ارباب سابق قلمرو، ماتسودایرا شونگاکو، توسط یک سامورایی از قلمرو فوکوئی به خاک سپرده شدند. پس از آن، آنها فراموش شدند، اما یک سامورایی سابق از قلمرو فوکوئی با خانواده موری تماس گرفت و سنگ یادبود در دهه ۱۸۹۰ مرمت شد.